# Ведновская строчка
Ведновская строчка — вид русского народного художественного промысла, ручная вышивка. Возникла во второй половине XIX века в селе Ведное.

## Особенности
Отличается применением мелкой клетки. Основной цвет — белый, иногда с цветной обводной тканью, с преобладанием настила, сочетающегося с мережками. Самые известные ведновские мережки — «жучок», «столбик», «снопик», «козлик».